# NGC 3365
NGC 3365 је спирална галаксија у сазвежђу Секстант која се налази на NGC листи објеката дубоког неба.
Деклинација објекта је + 1° 48' 46" а ректасцензија 10h 46m 12,7s. Привидна величина (магнитуда) објекта NGC 3365 износи 12,5 а фотографска магнитуда 13,2. Налази се на удаљености од 17,900 милиона парсека од Сунца. NGC 3365 је још познат и под ознакама UGC 5878, MCG 0-28-6, CGCG 10-8, FGC 1131, PGC 32153.